# 흰털새속
흰털새속(---屬, 학명: Holcus 홀쿠스[*])은 벼과의 속이다. 10여 종을 포함하며, 캅카스부터 유럽과 아프리카 및 마카로네시아에 걸친 지역에 분포한다. 한국에서는 귀화식물인 흰털새 1종이 발견된다.

## 하위 종
- 흰털새(H. lanatus L.)
- H. annuus Salzm. ex C.A.Mey.
- H. azoricus M.Seq. & Castrov.
- H. gayanus Boiss.
- H. grandiflorus Boiss. & Reut.
- H. grumosus (Sennen & Mauricio) Sennen
- H. × hybridus Wein
- H. mollis L.
- H. notarisii Nyman
- H. rigidus Hochst. ex Seub.
- H. setiger Nees